# Tetralix moaensis
Tetralix moaensis är en malvaväxtart som beskrevs av Johannes Bisse. Tetralix moaensis ingår i släktet Tetralix och familjen malvaväxter. Inga underarter finns listade i Catalogue of Life.